# Achernar
Coordenadas:  01h 37m 42.8s, −57° 14′ 12″

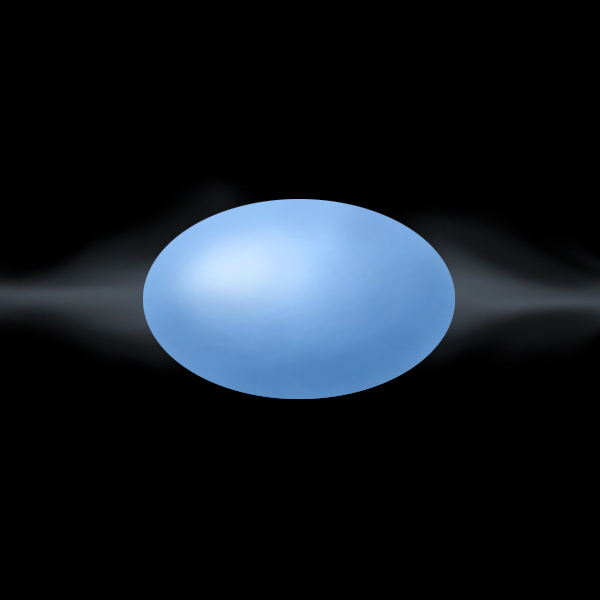
Devido a sua extrema velocidade de rotação Achernar/ Alpha Eri/ HR472/ HP7188/ apresenta forma achatada.

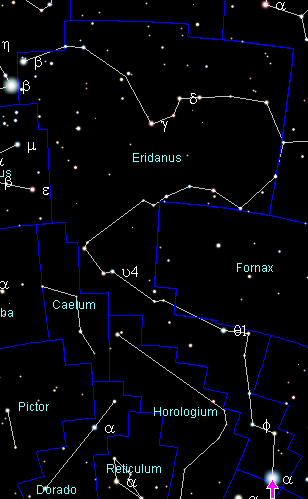
Posição de Achernar na constelação Eridanus.

Alpha Eridani /HR 472/Alpha /Eri/HIP7188 , conhecida como Achernar, estrela de primeira magnitude, é a nona mais brilhante do firmamento celeste, configurando o extremo sul da longa constelação Erídano. É também a  estrela mais brilhante da constelação Austral de Erídano  (o rio).
"Akhir an nahr" é a frase em árabe de onde deriva o nome da estrela, a qual significa "o fim do rio", fazendo referência ao nome da constelação.
Achernar encontra-se a aproximadamente a 144 anos-luz da Terra, apresentando uma magnitude aparente de +0,45, ao passo que a sua luminosidade é cerca de 1076 vezes superior à do Sol. Também é uma estrela que gira muito rápido, e em virtude disso, o raio do equador é pelo menos 50% maior que o raio dos pólos.